# George Washington Goethals

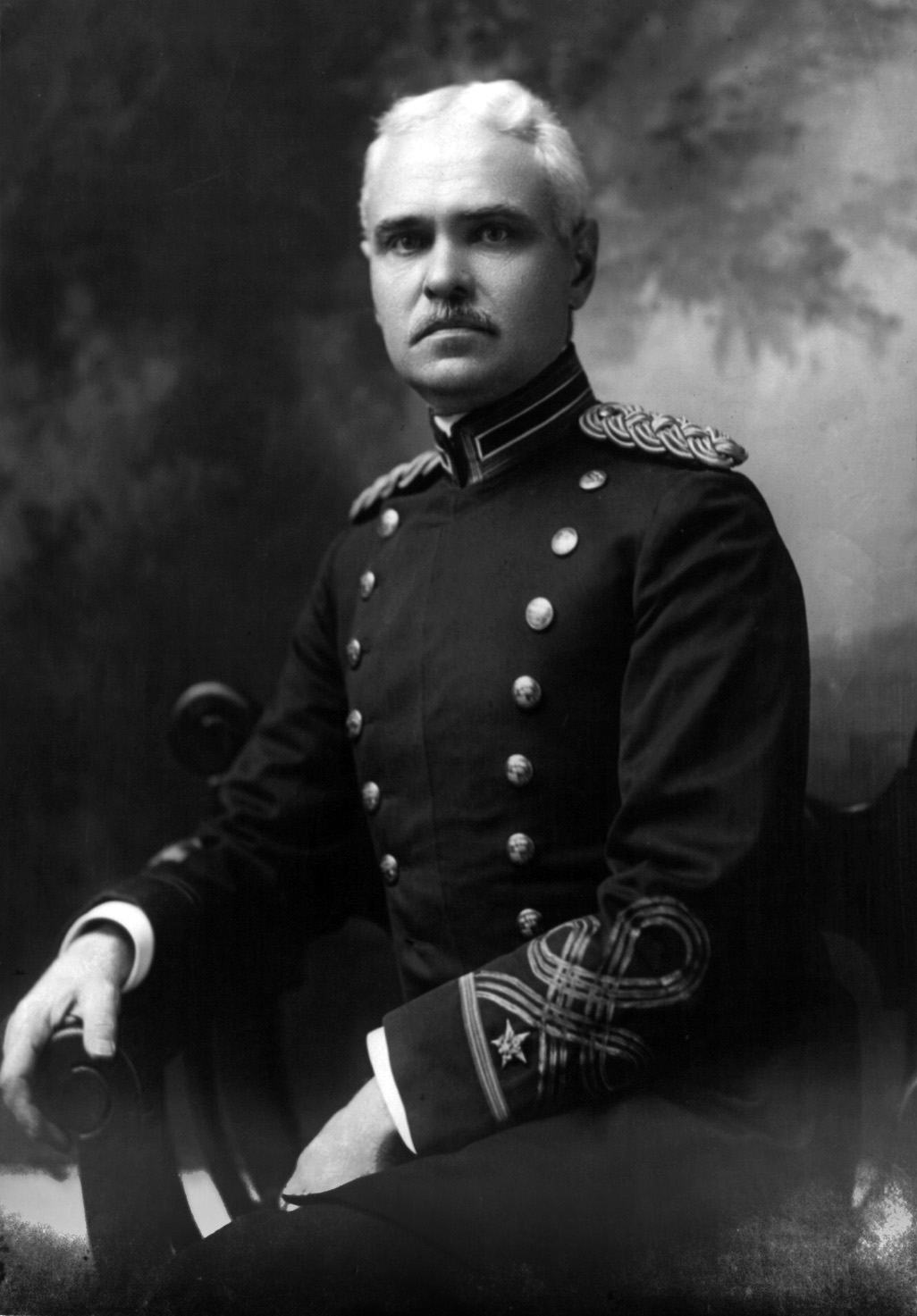
George Washington Goethals.

George Washington Goethals, född 29 juni 1858 i Brooklyn, New York, död 21 januari 1928 i New York, var en amerikansk ingenjör och generalmajor.
Goethals utexaminerades från West Point militärakademi 1880 och tjänstgjorde som ingenjörsofficer i armén 1891-95. Han och anställdes därefter vid ombyggnad av Tennesseeflodens anslutning till Muscle shoals-kanalen och uppförandet av Colbert shoals-slussen samt var sysselsatt vid flod- och hamnarbeten i Block Island och Nantucket. Goethals uppgjorde även förslag till försvarsverk för Narragansett Bay vid New Bedford och Newport, Rhode Island 1903-07. 

1919

Han var ledamot av Panamakommissionen och chefsingenjör för kanalarbetet 1909, vilket under hans ledning fullbordades 15 augusti 1914. Goethals blev förste civilguvernör över kanalzonen 1914, en post han avgick från 1916. 1917 inkallades Goethals åter i aktiv militärtjänst som generalkvartermästare och blev ledamot av krigsindustrikommittén. Han erhöll på egen begäran avsked 1919.